# Puszcza Darżlubska
Puszcza Darżlubka (phát âm [puʂ'tʂa darʐlubska]) hoặc Lasy Piaśnickie (tiếng Anh: Darżlubska Wilderness or Darżlubie / Piaśnica Forest) nằm ở cực bắc của Ba Lan, là một khu rừng Ba Lan trên Biển Baltic, trong khu vực địa lý của Pobrzeże Kaszubskie; ở phía nam giáp với Công viên Cảnh quan Tricity(Công viên Trójmiejski Krajobrazowy) từ đó được ngăn cách bởi dòng sông Reda. Bên trong rừng Darżlubie có hai khu bảo tồn thiên nhiên (khu bảo tồn Ba Lan). Nơi hoang dã cũng là nguồn gốc của hai con sông: Piaśnica và Gizdepka. Tên của Puszcza Darżlubka đến từ ngôi làng Darlubie gần đó trong khu hành chính của Gmina Puck, phía bắc Gdańsk.
Puszcza Darżlubska là một nơi của người Ba Lan và người Do Thái tử đạo; địa điểm giết người hàng loạt lớn thứ hai của thường dân Ba Lan ở Pomerania (sau Stutthof) trong Thế chiến II. Làn sóng hành quyết của Đức Quốc xã, được gọi là vụ giết người hàng loạt ở Piaśnica, khoảng 12.000 - 16.000 con tin (chủ yếu là giới trí thức), được thực hiện giữa mùa thu năm 1939 và mùa xuân năm 1940 gần thị trấn Wielka Piaśnica.

## Địa lý
Sồi tương đối trẻ trong khu vực. Sau khi sông băng rút lui và sự nóng lên dần dần của khí hậu vào khoảng năm 8.000 trước Công nguyên, toàn bộ khu vực này lần đầu tiên được bao phủ bởi lãnh nguyên. Cùng với sự gia tăng của nhiệt độ, hệ thực vật vùng lãnh nguyên đã nhường chỗ cho các hệ sinh thái rừng mới, trong đó nổi bật nhất là bạch dương (Betula), thông (Pinus) và hazel (Corylus). Hệ sinh thái của rừng nguyên sinh đã thay đổi một lần nữa với bổ sung, ấm hơn (stenothermic) giống vào cảnh quan, bao gồm dương (Populus tremula), cây elm (Ulmus), sồi (Quercus) và cây tro (fraxinus).
Mặc dù khan hiếm đường mòn du lịch, Puszcza Darżlubka, cũng là một khu vực giải trí tốt với nhiều hiện vật tự nhiên, lịch sử và văn hóa và nhiều điểm thú vị khác nhau cho du khách.

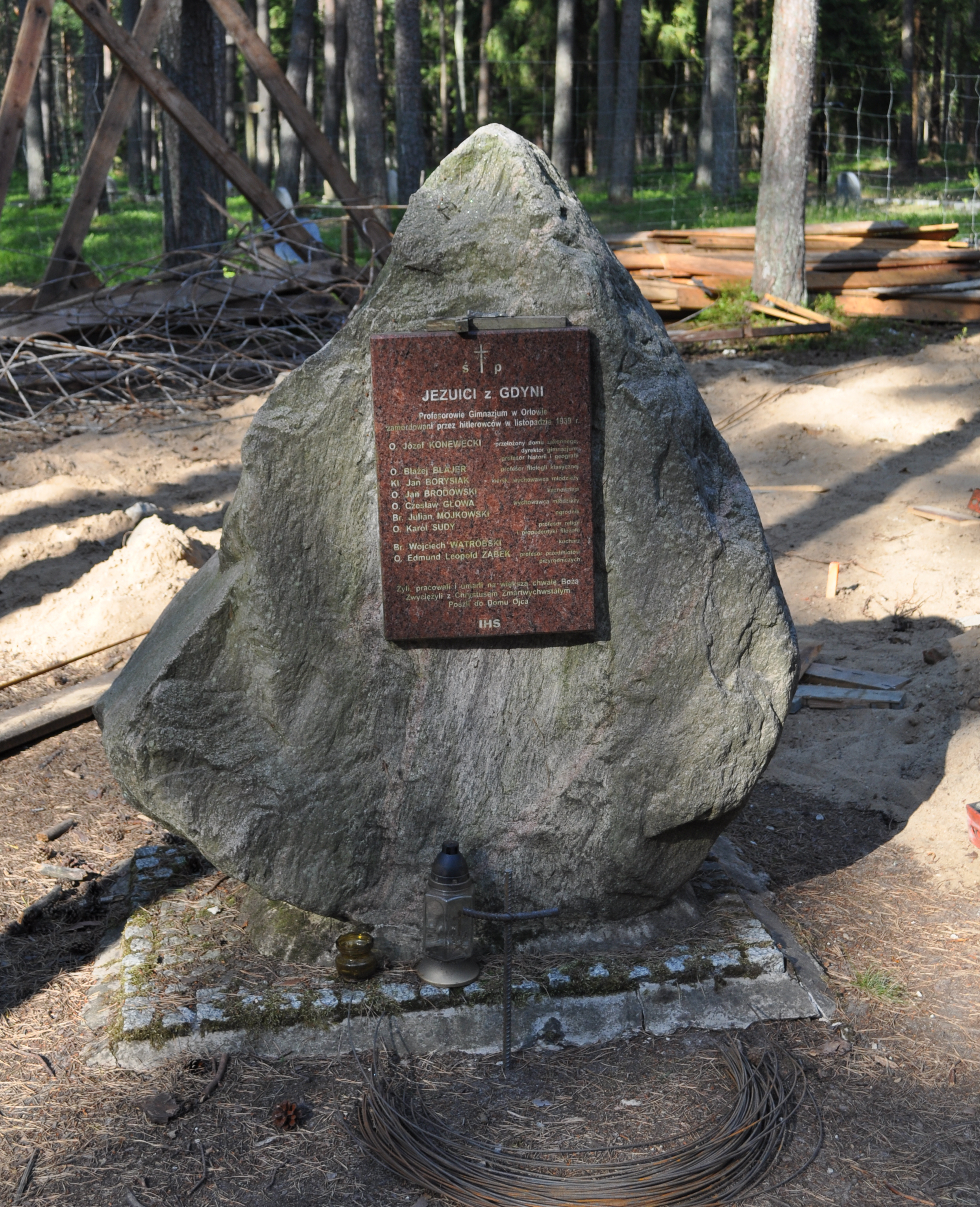
Một trong nhiều địa điểm giết người nhỏ hơn trong rừng

## Vùng đất giết chóc
Làn sóng hành quyết của Đức Quốc xã, được gọi là vụ giết người hàng loạt ở Piaśnica, khoảng 12.000 - 16.000 con tin (chủ yếu là giới trí thức), được thực hiện giữa mùa thu năm 1939 và mùa xuân năm 1940 gần thị trấn Wielka Piaśnica. Có nhiều khu tưởng niệm khác nhau trong rừng, tại 26 ngôi mộ của nạn nhân và nhiều nơi khác.